# فرشاة أسنان كهربائية
فرشاة الأسنان الكهربائية هي فرشاة أسنان تعمل على تحريك شعيرات الفرشاة بتلقائية سريعة تشبه الفرش التي تعمل بالحركة اليدوية لفرشاة الأسنان ولكن بحركات جانبية ودائرية لرأس الفرشاة، إما بذبذبة ذهابًا وإيابًا أو ذبذبة بدوران (حيث يتناوب رأس الفرشاة في اتجاه عقارب الساعة وعكس عقارب الساعة) من أجل تنظيف الأسنان. يتم إجراء الحركات بسرعة صوتية أو أقل بواسطة محرك. في حالة فرش الأسنان بالموجات فوق الصوتية، يتم إنتاج حركات الموجات فوق الصوتية بواسطة بلورة كهرضغطية.
يتم عادة تشغيل فرشاة الأسنان الكهربائية الحديثة بواسطة بطارية قابلة للشحن يتم شحنها من خلال الشحن عندما تجلس الفرشاة في قاعدة الشحن. أجريت دراسه في 2014 ضمت نتائج أكثر من 5068 مريض أوضحت أن هناك فوائد في استخدام فرشاة الأسنان الكهربائيه مقارنة مع فرشاة الأسنان اليدوية وذلك عند ملاحظه انخفاض في الرواسب والتهاب اللثة.

## التاريخ
تم عرض أول فرشاة أسنان يحركها المحرك في مؤتمر جمعية طب الأسنان الأمريكية في سانت لويس، ميزوري، وفي الستينيات، بدأ استخدام واختبار الفرشاة الكهربائية على نطاق واسع للسيطرة على الرواسب اللي تسبب الجير والتهاب اللثة.

## الأنواع
هناك أنواع فرش تعتمد علي الذبذبة والدوران وأخرى بالنبض، وبنقل أهتزازات على ترددات الموجات فوق الصوتية وأنواع تعمل عن طريق نقل شحنة كهربائية.
تم تقسيم فرش الأسنان الكهربائية إلى سبع مجموعات حسب طريقة عملها:
- العمل جنبًا إلى جنب، بمعني أن حركة رأس الفرشاة تتحرك بشكل جانبي من جانب إلى جانب.
- التذبذب المضاد: بحيث تعمل شعيرات النايلون الخشن في الفرشاة (عادة ما تكون من 6 إلى 10) في اتجاه وباقي الخصلات في اتجاه آخر، بشكل مستقل. وكل خصلة منهم تدور في الاتجاه المعاكس للمجاور لها.
- الدوران بذبذبة وهذا يشير إلى عمل رأس الفرشاة في اتجاه واحد ثم في اتجاه آخر.
- دائرية، تشير إلى عمل رأس الفرشاة في اتجاه واحد دائري.
- بالموجات فوق الصوتية، يشير إلى عمل الفرشاة باهتزازالشعيرات بترددات فوق صوتية (> 20 كيلو هرتز).
- أيوني، يشير إلى أن نظام الفرشاة يهدف إلى نقل شحنة كهربائية إلى سطح السن بغرض تعطيل ارتباط شريط الرواسب
- نوع غير محدد، يشير الي أي نوع فرشاة لم يتمكن المختصين من إنشاؤه استنادًا إلى تقرير أو تأكيد مع الشركات المصنعة. يمكن أيضًا تصنيف فرش الأسنان الكهربائية وفقًا لسرعة تحركاتها كفرشاة أسنان ذات قوة عادية أو فرشات أسنان صوتية أو فرشات أسنان بالموجات فوق الصوتية.

## الفاعلية
تم الادعاء بأن فرش الأسنان الكهربائية أكثر فعالية من الفرشاة اليدوية لأنها أقل اعتمادًا على تقنية المستخدم وبعض أطباء الأسنان أيضًا يظنون أن هذه الفرش تساعد الأطفال في التغلب على خوفهم من طبيب الأسنان. وجدت الأبحاث أن معظم فرش الأسنان الكهربائية ليست أكثر فعالية من الفرش اليدوية، على افتراض أن المستخدم يستعمل الفرشاة اليدوية بشكل فعال. ووجدت ابحاث أن الفرش التي تعمل بالتذبذب الدوراني تعمل أفضل ناحية هوامش اللثة مقارنة بالفرش اليدوية.